# Voluyak Rocks
Die Voluyak Rocks (englisch; bulgarisch скали Волуяк skali Wolujak) sind eine Gruppe von Klippen  vor der Nordküste von Greenwich Island im Archipel der Südlichen Shetlandinseln. Sie liegen 0,4 km nördlich des Pavlikeni Point und verteilen sich in südost-nordwestlicher Ausrichtung über eine Länge von 1,9 km.
Bulgarische Wissenschaftler kartierten sie 2009. Die bulgarische Kommission für Antarktische Geographische Namen benannte sie im selben Jahr nach der Ortschaft Wolujak im Westen Bulgariens.